# Bois-Himont
Bois-Himont – miejscowość i gmina we Francji, w regionie Normandia, w departamencie Sekwana Nadmorska.
Według danych na rok 1990 gminę zamieszkiwały 334 osoby, a gęstość zaludnienia wynosiła 57 osób/km² (wśród 1421 gmin Górnej Normandii Bois-Himont plasuje się na 581. miejscu pod względem liczby ludności, natomiast pod względem powierzchni na miejscu 620.).